# Фосса (протока)
Фосса (Канал Дижёва) — протока (река) на Украине, в Черкасском районе Черкасской области. Левый приток Ольшанки (бассейн Днепра).

## География
Фосса отделяется от реки Рось на окраине села Деренковец. Течёт преимущественно на юго-восток через болото Дижёва. У села Староселье впадает в реку Ольшанку, правый приток Днепра.
Длина реки 16 км, уклон реки — 0,26 м/км. Площадь бассейна 152 км².